# ヴィクラマシーラ僧院
ヴィクラマシーラ僧院（ヴィクラマシーラそういん、Vikramaśilā Mahāvihāra）とは、現在のインドビハール州東部バーガールプル県に存在した精舎（マハーヴィハーラ）。西方のビハール州中部にあったナーランダー僧院と共に、後期インド仏教の主要な拠点となった。ヴィクラマシーラ大学、ヴィクラマシーラ大僧院、超岩寺、超戒寺とも。

## 概要
ヴィクラマシーラ大学は、古代ベンガルとマガダにパーラ朝の王ダルマパーラによって、8世紀末から9世紀初頭に創設された。チベット人の資料によれば、5つの大精舎があったとされている。
ヴィクラマシーラはもっとも大きな仏教僧院のひとつであり、100人を越える教師と1000人を越える生徒がいた。そこでは著名な学者が生み出され、彼らはしばし外国へ招待されて、仏教の教えや文化、学問を広めた。彼らの中で最も高名なのはアティーシャ（Atiśa Dīpaṃkara Śrījñāna）で、1042年にチベット西部のグゲ王朝に招かれて出国し、チベット仏教のカギュ派、サキャ派、ゲルク派、チョナン派など新訳派の先駆となるカダムの法流（後に弟子ドムトンがカダム派を創始）を打ち建てた。哲学・文法・形而上学・インド仏教などのような主題がそこで教えられたが、この系統は、ツォンカパ大師のゲルク派に影響を与える密教の重要な一派でもあった。
1193年にナーランダー僧院が破壊されたのと同様、その10年後の1203年に、アイバク配下の将軍ムハンマド・バフティヤール・ハルジー率いるテュルク=イスラム勢力によるセーナ朝侵攻の過程で、この大学は破壊された。こうしてインド仏教の命脈は絶たれることになる。
ヴィクラマシーラは主にチベット史料を通して知られている。特に、チベット僧のターラナータ（1575-1634年）が書いた、16-17世紀のチベット寺院の歴史によって知られている。

## 注
1. ↑  “Excavated Remains at Nalanda - UNESCO World Heritage Centre”.   Whc.unesco.org. 2012年7月13日閲覧。